# Hypnum formianum
Hypnum formianum är en bladmossart som först beskrevs av Fiorini-mazzanti, och fick sitt nu gällande namn av W. P. Schimper 1876. Hypnum formianum ingår i släktet flätmossor, och familjen Hypnaceae. Inga underarter finns listade i Catalogue of Life.